# لیماکده
لیماکده، روستایی است از توابع بخش مرکزی شهرستان رامسر در استان مازندران ایران. اکثر مردمان لیماکده در فصل بهار و تابستان در این روستا زندگی می‌کنند. این روستا که به عنوان ییلاق تلقی می‌شود یکی از زیباترین ییلاقات شهرستان رامسر است.

## جمعیت
این روستا در دهستان جنت‌رودبار قرار دارد و براساس سرشماری مرکز آمار ایران در سال ۱۳۸۵، جمعیت آن بیش از ۱۰۰ نفر بوده است.